# David Smolansky
David Smolansky Urosa (Caracas, Venezuela, 27 de mayo de 1985) es un líder político, diplomático, periodista y activista por la democracia en Venezuela. Fue alcalde del municipio El Hatillo para el periodo 2014 - 2018 y comisionado de la Secretaría General de la Organización de los Estados Americanos para Abordar la Crisis de Migrantes y Refugiados Venezolanos entre 2018 y 2023. Smolansky ha estado exiliado en Estados Unidos desde 2017, después que el régimen de Nicolás Maduro, a través del Tribunal Supremo de Justicia, ordenó de manera arbitraria e ilegal su arresto, inhabilitación y destitución como alcalde. 
La violación sistemática a los derechos humanos, políticos y civiles de Smolansky, han sido reflejados en el informe sobre la Posible Comisión de Crímenes de Lesa Humanidad en Venezuela, del Panel de Expertos Internacionales Independientes de la Secretaría General de la Organización de los Estados Americanos, así como el informe por parte de la Misión Independiente de Verificación de Hechos de Naciones Unidas.  Smolansky ha elevado su caso ante la Corte Penal Internacional.
Siendo el alcalde más joven de Venezuela fue reconocido por la Cámara Junior Internacional (JCI, por sus siglas en inglés) como el Joven Político Sobresaliente del Mundo 2015. Además, Smolansky ha sido galardonado con el Global Competitiveness Leadership Impact Award del Latin American Leadership Program Universidad de Georgetown. La revista Americas Quarterly consideró a Smolansky como uno de los diez líderes que reconstruirá Venezuela después de la dictadura.
Desde el año 2023, David Smolansky ha coordinado, de manera independiente, el movimiento de los venezolanos en el exterior para la candidatura presidencial de María Corina Machado y es integrante de su equipo internacional, siendo el director Adjunto para Estados Unidos y las Américas.

## Primeros años y educación
David Smolansky es descendiente de dos generaciones que abandonaron países que se convirtieron en estados comunistas. Sus abuelos paternos huyeron de Ucrania cuando formaba parte de la Unión Soviética y se asentaron en Cuba donde vivieron cerca de 50 años. Posteriormente, en el año 1970 escaparon de Cuba con su padre de 13 años y viajaron a Venezuela. Siendo su padre judío y su madre católica, recibió una educación familiar multicultural y multirreligiosa.
Smolansky realizó sus estudios de primaria y secundaria en la U.E Colegio El Peñón (IEA), recibió su título universitario en Comunicación Social en la Universidad Católica Andrés Bello. Realizó la Maestría en Ciencia Política en la Universidad Simón Bolívar. Posteriormente recibiría una beca en la Universidad de Georgetown para realizar el diplomado de Global Competitiveness Leadership Program.

## Carrera política

### Inicios
Smolansky comenzó su actuación pública al ser uno de los estudiantes universitarios que dirigió la protesta contra el secuestro y asesinato de los hermanos Faddoul en Caracas. Posteriormente se convirtió en uno de los líderes del Movimiento Estudiantil que protestó contra el cierre de Radio Caracas Televisión (RCTV) para reivindicar el derecho a la libertad de expresión. Esto logró el resultado electoral del año 2007, en el que fue rechazada la propuesta del Presidente Hugo Chávez Frias de reformar la Constitución Nacional siendo esta la única ocasión en que el presidente Chávez perdió una elección nacional. En 2009, se dieron los comicios conocidos como Referéndum Constitucional 2009 en el cual Smolansky participó activamente desde la dirigencia estudiantil , en los meses previos a las elecciones, en las distintas protestas y manifestaciones estudiantiles en rechazo de la propuesta presidencial y el mismo 15 de febrero con el despliegue estudiantil para la defensa del voto.
Luego de haber culminado sus estudios, comenzó su carrera política en los inicios de la Mesa de la Unidad Democrática (MUD) donde integró el equipo de Comunicaciones. Paralelamente, fue miembro fundador de Voluntad Popular donde ejerció el cargo de encargado nacional de Juventudes VP y posteriormente fue escogido como miembro de la dirección nacional del partido con más de 60 mil votos en primarias abiertas (siendo esta la segunda votación más alta). Como activista de Voluntad Popular y miembro de la Mesa de la Unidad Democrática participó activamente en los procesos electorales del año 2012, tanto primarias como presidenciales y luego regionales.

### Alcalde de El Hatillo
El 14 de julio de 2013 se realizaron elecciones primarias de Voluntad Popular para escoger al candidato a alcalde de El Hatillo, enfrentándose David Smolansky contra Eduardo Battistini, triunfando con 514 votos sobre los 350 de su contrincante, traducido en el 59% de los votos. En los comicios de diciembre de ese mismo año se encontraban Miguel Mariño del Partido Socialista Unido de Venezuela y los candidatos de la Mesa de la Unidad Democrática Elías Sayegh del partido Primero Justicia, Diana D'Agostino del partido Acción Democrática y David Smolansky de Voluntad Popular. esto se debe a que El Hatillo fue el único municipio en el área metropolitana de Caracas donde no hubo consenso de un candidato único por parte de la MUD. Smolansky resulta victorioso con 13.607 votos o 44.24% y un cómodo margen de 12.8 puntos con respecto a Sayegh, quien obtuvo 9.567 votos (31.11%), ambos por encima del candidato Mariño quien obtendría el tercer puesto con 3.520 votos o el 11.44%.
En 2014, a raíz de su elección como alcalde fue uno de los fundadores de la Asociación de Alcaldes por Venezuela, como miembro de la directiva, la cual tiene la finalidad de hacer frente común de los alcaldes pertenecientes a la Mesa de la Unidad a los problemas del país, señalado por la propia Asociación como "batallar unidos contra las medidas gubernamentales que llevan a Venezuela al abismo". En octubre de 2015, recibió el premio Heinz Sonntag de la Juventud 2015-2017 otorgado por el Observatorio Hannah Arendt en reconocimiento a su trayectoria y constancia en la defensa de los valores democráticos, la convivencia y la paz. En noviembre, ganó el premio Joven Político Sobresaliente del Mundo 2015 otorgado por la JCI, entregado en la ciudad de Kazanawa en Japón por su desempeño en la gestión local que dirige (especialmente en el gran descenso de la tasa de secuestros) y a su vez la defensa de las libertades de los venezolanos.
Dada la persecución en años recientes a activistas, políticos y especialmente a Alcaldes y exalcaldes que adversan al gobierno de Nicolás Maduro, Smolansky ha hecho especial énfasis en la defensa de los presos políticos y de la descentralización en Venezuela. Actualmente, en Venezuela hay alrededor de 77 alcaldes de oposición con procesos judiciales abiertos entre los que se encuentra David Smolansky.
Para el 2017, en el municipio se presentan fuertes protestas en contra del gobierno de Nicolás Maduro. El 9 de agosto del mismo año, el alcalde Smolansky es sancionado por la Sala Constitucional del TSJ a 15 meses de prisión y se prohibió la salida del país. El mismo día, en horas de la noche David realizó un llamado a protestar por la decisión.

### Trabajo en la OEA
En septiembre de 2018 la Organización de los Estados Americanos convocó una sesión extraordinaria para tratar el tema de la crisis migratoria venezolana, donde se llegó a un acuerdo para la recaudación de fondos destinado a la ayuda a los migrantes, y la creación de una comisión liderada por Smolansky para su evaluación.